# St Margaret’s Church (Huntly)

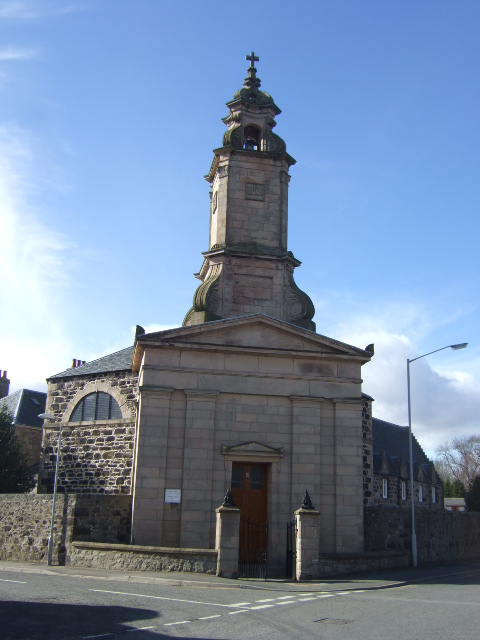
St Margaret’s Church

Die St Margaret’s Church ist ein römisch-katholisches Kirchengebäude in der schottischen Ortschaft Huntly in der Council Area Aberdeenshire. 1971 wurde das Bauwerk in die schottischen Denkmallisten in der höchsten Denkmalkategorie A aufgenommen.

## Geschichte
Die St Margaret’s Church wurde im Jahre 1834 errichtet. Die nötigen finanziellen Mittel stellte weitgehend John Gordon of Wardhouse zur Verfügung. Möglicherweise stellte Gordon auch Bildmaterial von Kirchengebäuden im spanischen Jerez zur Verfügung, an denen die Margaretenkirche sich stilistisch orientieren sollte. Gesichert ist seine Stiftung von sieben zeitgenössischen spanischen Gemälden. Es wird angenommen, dass Gordon selbst, womöglich federführend, für den Entwurf des Gebäudes mitverantwortlich zeichnet. Auf Grund architektonischer Details wird zumindest eine Mitwirkung William Robertsons angenommen.
Die von Mears gefertigte Glocke entstammt dem Baujahr der Kirche. Der ursprüngliche neo-griechische Altar ist in der Sakristei erhalten. Der heutige Altar wurde um 1902 installiert.

## Beschreibung
Das Kirchengebäude befindet sich an der Kreuzung der Chapel Street mit der Park Street im Norden von Huntly. An der ostexponierten Hauptfassade ragt oberhalb des als stilisierter Portikus mit vier Pilastern gestalteten Eingangsportals der dreistufige neobarocke Glockenturm mit quadratischem Grundriss auf. Der aus Bruchstein bestehende Kirchenkörper weist einen oktogonalen Grundriss auf. Das abschließende Zeltdach ist im Inneren als Kuppel gearbeitet.